# Europska zajednica za atomsku energiju
Europska zajednica za atomsku energiju ili skraćeno Euroatom (engleski European Atomic Energy Community) je međunarodna organizacija sastavljena od država članica Europske unije. Utemeljena je drugim Rimskim ugovorom, potpisanim 25. ožujka 1957. godine. Danas Euroatom, zajedno s Europskom zajednicom čini tzv. prvi stup Europske unije. Euroatom imala je sve do 1967. vlastita tijela, kada su Ugovorom o spajanju tijela Euroatoma, Europske ekonomske zajednice i danas više nepostojeće Europske zajednice za ugljen i čelik, spojena.  
Svrha Euroatoma bila je stvoriti posebno tržište za atomsku energiju, distribuirati je kroz države članice, razvijati je i prodavati višak držvama nečlanicama.

## Vanjske poveznice
- Službene stranice Euroatoma  Arhivirana inačica izvorne stranice od 14. lipnja 2008. (Wayback Machine)